# Lindingaspis kenyae
Lindingaspis kenyae är en insektsart som beskrevs av Williams 1963. Lindingaspis kenyae ingår i släktet Lindingaspis och familjen pansarsköldlöss.
Artens utbredningsområde är Kenya. Inga underarter finns listade i Catalogue of Life.